# آشوک سلوان
آشوک سلوان (زاده ۸ ژانویه ۱۹۸۹) یک بازیگر هندی است که بیشتر در سینمای تامیل کار می‌کند. او پیشرفت خود را با بازی در یکی از نقش‌های اصلی در سودو کاووم (۲۰۱۳) به دست آورد، قبل از اینکه برای بازی در تولیدات رزومه کومار پیتزا دوم: ویلا (۲۰۱۳) و تگیدی (۲۰۱۴) مورد تحسین منتقدان قرار گرفت.

#### اوایل زندگی
آشوک سلوان در ۸ ژانویه ۱۹۸۹ در چنیمالای، ارود، تامیل نادو، هند در پانیرسلوام و مالار به دنیا آمد. او در سه سالگی به چنای نقل مکان کرد و قبل از فارغ‌التحصیلی در رشته ارتباطات بصری از کالج لویولا، تحصیلات خود را در مدرسه متوسطه عالی سانتوم، چنای به پایان رساند. در کالج، آشوک سلوان در فیلم‌های کوتاه شرکت کرد و دوازده فیلم کوتاه را به عنوان بازیگر و همچنین کارگردانی چند فیلم را انجام داد، از جمله گرین که در کنفرانس بین‌المللی تامیل توث ۲۰۱۲ در سنگاپور برنده بهترین فیلم شد.